# Kecamatan Simeulue Tengah
Kecamatan Simeulue Tengah (indonesiska: Simeulue Tengah) är ett distrikt i Indonesien.   Det ligger i provinsen Aceh, i den västra delen av landet, 1 600 km nordväst om huvudstaden Jakarta. Kecamatan Simeulue Tengah ligger på ön Pulau Simeulue.